# Kong Christian IX modtager Storhertug Friedrich-Franz af Mecklenburg Schwerin
Kong Christian IX modtager Storhertug Friedrich-Franz af Mecklenburg Schwerin je dánský němý film z roku 1903. Režisérem je Peter Elfelt (1866–1931). Film trvá necelou minutu.

## Děj
Film zachycuje inauguraci přívozové trasy mezi dánským městem Gedser a německým městem Warnemünde, kterou 30. září 1903 otevřela dánská státní společnost Danske Statsbaner (DSB) za účasti dánského krále Kristiána IX., meklenbursko-zvěřínského velkovévody Fridricha Františka IV. Meklenburského, dánského korunního prince Frederika a členů vlády Johana Henrika Deuntzera.